# Miguel Hidalgo, Amatenango de la Frontera
Miguel Hidalgo är en ort i Mexiko.   Den ligger i kommunen Amatenango de la Frontera och delstaten Chiapas, i den sydöstra delen av landet, 900 km sydost om huvudstaden Mexico City. Miguel Hidalgo ligger 1 503 meter över havet och antalet invånare är 767.
Terrängen runt Miguel Hidalgo är bergig åt sydväst, men åt nordost är den kuperad. Runt Miguel Hidalgo är det ganska tätbefolkat, med 108 invånare per kvadratkilometer. Närmaste större samhälle är Frontera Comalapa, 17,0 km norr om Miguel Hidalgo. I omgivningarna runt Miguel Hidalgo växer huvudsakligen savannskog.